# Modest Mouse

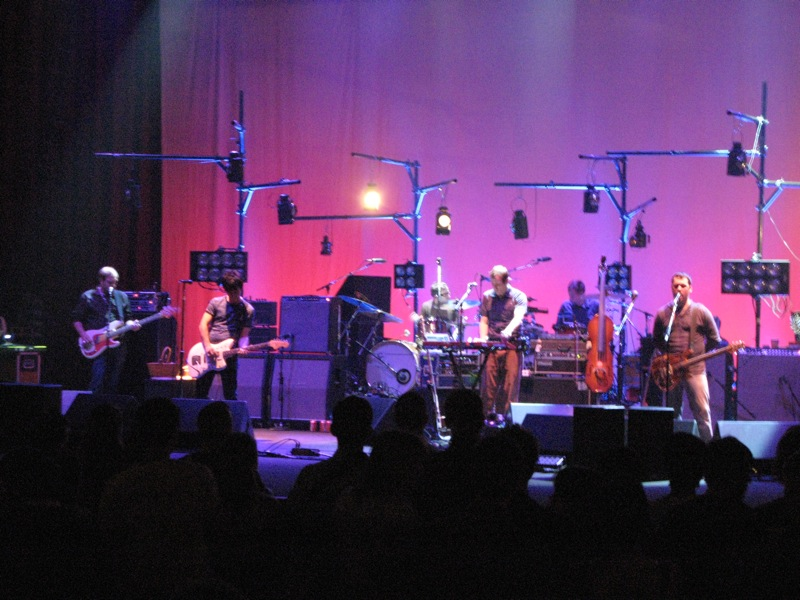
Modest Mouse, 2007 рік

«Modest Mouse» — американський інді-рок гурт, заснований в 1993 році у штаті Вашингтон. Здобули популярність з виходом нового альбому We Were Dead Before the Ship Even Sank, що досягла першої сходинки хіт-параду Billboard, але найбільше визнання серед критиків і слухачів отримав інді-рок альбоми The Lonesome Crowded West i The Moon and Antarctica.

## Склад гурту
- Айзек Брок (Isaac Brock) — гітара, вокал;
- Ерік Джуді (Eric Judy) — бас-гітара;
- Джеремайа Грін (Jeremiah Green) — ударні
- Джонні Мар (Johnny Marr) — гітара.

## Дискографія
LP:
- This Is a Long Drive for Someone with Nothing to Think About, 1996
- The Lonesome Crowded West, 1997
- The Moon and Antarctica, 2000
- Good News for People Who Love Bad News, 2004
- We Were Dead Before the Ship Even Sank, 2007
- Strangers to Ourselves, 2015
- The Golden Casket, 2021

EP:
- Interstate 8, 1996
- Fruit That Ate Itself, 1997
- Night On The Sun, 2000
- Everywhere and His Nasty Parlor Tricks, 2001
- No One's First And You're Next, 2009